# Petalocaryum dulce
Petalocaryum dulce är en tvåhjärtbladig växtart som beskrevs av Jean Baptiste Louis Pierre och A. Cheval.. Petalocaryum dulce ingår i släktet Petalocaryum och familjen Olacaceae. Inga underarter finns listade i Catalogue of Life.